# 희천시
희천시(熙川市)는 자강도 남단에 위치한 시이다. 청천강 상류 지역의 내륙 지대에 위치한다.

## 지리
희천시는 남쪽으로 평안북도와 평안남도에 맞닿아 있다. 서남쪽은 평안북도 운산군과 평양직할시 모란봉구역, 동남쪽은 평안남도 녕원군이다. 희천시의 서북쪽은 자강도 송원군, 동북쪽은 자강도 동신군이다.
본래 산업이 발달한 지역이 아니었으나 한국전쟁을 거치면서 기계공업과 전력공업 공장이 다수 신설되어 공업 중심지가 되었다.

## 역사
| Daedongyeojido (Gyujanggak) 06-07.jpg | Daedongyeojido (Gyujanggak) 06-06.jpg |
| Daedongyeojido (Gyujanggak) 07-05.jpg | Daedongyeojido (Gyujanggak) 07-04.jpg |

1941년 10월 1일 희천면이 희천읍으로 승격하였다.
일제강점기까지는 평안북도에 속해 있었다가 1949년에 행정구역 개편으로 자강도가 신설되면서 편입되었다. 본래 희천군이었으며, 1967년에 시로 승격했다.
1952년에 일부가 동신군으로 넘어갔으며 1967년에는 명문리(현재의 송원군 송원읍)와 양지리가 송원군으로 넘어갔다.

## 산업
강계공업지대의 일부로서, 자동차공업과 기계공업이 주요 산업이다. 희천공작기계공장, 희천정밀기계공장을 비롯하여 제13호, 제66호 병기공장이 설치되어 있다.
이 시에서는 《강성대국 건설 전략의 상징》인 희천발전소가 2001년부터 건설을 시작하였다. 북조선의 지도자인 김정일은 2008년부터 이 발전소를 처음 찾아와서 마지막 사망 직전까지, 희천발전소의 건설지도를 도맡아 하였다. 희천발전소는 김정일 위원장이 사망한 지 7개월이 지난 2012년 8월에 돌격대에 의하여 완공되었다. 김정일 국방위원장이 사망 후 취임한 김정은 제1비서는 이 발전소가 완공되는 모습을 끝까지 지켜 보았고 리영호과 장성택도 여러번 건설과정에 참여했다.

## 교통
철도로는 만포선이 지나고, 평양까지 가는 고속도로가 있다.

## 대학
- 희천공업대학

## 행정 구역
21동 12리를 관할한다.
| - 갈골동 - 갈현동(葛峴洞) - 금산동(金山洞) - 남천동(南川洞) - 대흥동(大興洞) - 매봉동(梅峰洞) - 서문동(西門洞) - 솔모루동 - 신흥동(新興洞) - 역전동(驛前洞) - 역평동(驛坪洞) - 전신동(全新洞) - 전평동(全坪洞) - 지신동(知新洞) - 청년동(靑年洞) - 청천동(淸川洞) - 청하동(淸下洞) - 추평1동(楸坪一洞) - 추평2동(楸坪二洞) - 평원동(平院洞) - 풍산동(風山洞) | - 관대리(館垈里) - 극성리(克城里) - 남신리(南新里) - 동문리(東門里) - 류중리(柳中里) - 마선리(馬船里) - 명대리(明垈里) - 부흥리(富興里) - 상서리(上西里) - 송지리(松之里) - 장평리(長坪里) - 청상리(淸上里) |

## 같이 보기
- 조선민주주의인민공화국의 행정 구역
- 조선민주주의인민공화국의 지리

## 참고 자료
- Dormels, Rainer. North Korea's Cities: Industrial facilities, internal structures and typification. Jimoondang, 2014. ISBN 978-89-6297-167-5